# MEncoder
MEncoder — компьютерная программа для конвертирования аудио- и видеофайлов. Поддерживает большинство существующих кодеков и медиаконтейнеров. Является частью проекта MPlayer. Использует для своей работы библиотеку libavcodec.